# Olwen Thorn
Olwen Rhian Thorn (* 23. August 1984 in Aberdeen) ist eine ehemalige britische Biathletin und vormalige Skilangläuferin.

## Karriere

### Skilanglauf
Olwen Thorn startete für Huntly Nordic Ski Club und wurde von Walter Pichler trainiert. Sie erlernte Skilaufen im Nordosten Schottlands. Thorn war in ihrer aktiven Zeit eine der wenigen britischen Biathleten, die nicht den Streitkräften angehörte und somit nicht von diesen gefördert wurde. Die Athletin studierte ab 2007 Europawissenschaften an der University of Aberdeen und lebte aus Trainingsgründen in Ruhpolding. Ab Beginn der 2000er Jahre gehörte sie zur erweiterten Spitze im britischen Skilanglauf, mehrfach konnte sie sich bei nationalen Meisterschaften gut platzieren. 2008 über 10 Kilometer und im Super 16 sowie 2009 im Super 16 und der Doppelverfolgung gewann sie die Titel als britische Meisterin. Hinzu kommen drei silberne und zwei bronzefarbene Medaillen. International debütierte Thorn im Januar 2006 bei einem 5-Kilometer-Rennen in der klassischen Technik in Stokke, wo sie 103. wurde. Bis 2008 folgten weitere Einsätze in unterklassigen Rennen wie Alpen- und Scandinavian Cup ohne nennenswerte Resultate zu erzielen.

### Biathlon
2007 wechselte sie zum Biathlon. Zu Beginn der Saison 2008/09 debütierte sie in Idre im IBU-Cup, an dem sie die Saison über regelmäßig teilnahm. In ihrem ersten Sprintrennen lief sie auf den 79. Rang. In den folgenden Rennen konnte sie sich stetig steigern und lief in ihrem letzten Saisonrennen zum Saisonfinale in Ridnaun in einem Verfolgungsrennen als 37. erstmals in die Punkteränge. Auch national stellten sich schnell erste Erfolge ein. 2008 holte Thorn mit Bronze im Staffelwettbewerb ihre erste Biathlon-Medaille, 2009 Silber im Massenstart und Bronze im Einzel, 2010 Silber im Einzel und mit der Staffel. An den Biathlon-Europameisterschaften 2010 in Otepää nahm die Schottin ebenfalls teil, mit Rang 21 im Einzel gelang ihr hier auch ein Achtungserfolg. Ihr Debüt im Weltcup folgte im Dezember des Jahres bei einem Staffelrennen in Hochfilzen. Nach zwei weiteren IBU-Cup-Einsätzen im selben Monat nahm Thorn an keinem weiteren internationalen Rennen mehr teil, ihren letzten Auftritt hatte sie bei den britischen Meisterschaften 2011, als sie mit der Staffel erneut Bronze gewann.

## Biathlon-Weltcup-Platzierungen
Die Tabelle zeigt alle Platzierungen (je nach Austragungsjahr einschließlich Olympische Spiele und Weltmeisterschaften).
- 1.–3. Platz: Anzahl der Podiumsplatzierungen
- Top 10: Anzahl der Platzierungen unter den ersten zehn (einschließlich Podium)
- Punkteränge: Anzahl der Platzierungen innerhalb der Punkteränge (einschließlich Podium und Top 10)
- Starts: Anzahl gelaufener Rennen in der jeweiligen Disziplin

| Platzierung         | Einzel | Sprint | Verfolgung | Massenstart | Staffel | Gesamt |
| ------------------- | ------ | ------ | ---------- | ----------- | ------- | ------ |
| 1. Platz            |        |        |            |             |         |        |
| 2. Platz            |        |        |            |             |         |        |
| 3. Platz            |        |        |            |             |         |        |
| Top 10              |        |        |            |             |         |        |
| Punkteränge         |        |        |            |             | 1       | 1      |
| Starts              |        |        |            |             | 1       | 1      |
| Stand: Karriereende |        |        |            |             |         |        |